# إيدوس مونتريال
إيدوس مونتريال (الإنجليزية: Eidos Montreal) هي شركة تطوير ألعاب كندية مملوكة من قبل سكوير إنكس. تم إنشاء الشركة في عام 2007 على يد إيدوس إنتراكتيف وتم تعيين ستيفان دي أسوس مديرا لها. من الملاحظ أن ستوديو إيدوس مونتريال يمتلك عدد صغير من العاملين في(350 موظف) على عكس شركات أخرى. أول مشروع للشركة كان اللعبة الثالثة بسلسلة ديوس إيكس، ألا وهي ديوس إيكس هيومات رفوليوشن والتي تم إصدارها في عام 2011. ثاني مشروع لهم كان تطوير نمط متعدد اللاعبين للعبة تومب رايدر 2013, والان الستوديو في صدد تطوير لعبة جديدة في سلسلة ثيف.

## مشاريع الشركة
| السنة | العنوان                                | المنصة(ات) | المنصة(ات)  | المنصة(ات)   | المنصة(ات) | المنصة(ات) | المنصة(ات)   |
| السنة | العنوان                                | ماك        | بلايستيشن 3 | بلاي ستيشن 4 | وي يو      | ويندوز     | إكس بوكس 360 |
| ----- | -------------------------------------- | ---------- | ----------- | ------------ | ---------- | ---------- | ------------ |
| 2011  | ديوس إيكس هيومان رفوليوشين             |            |             |              |            |            |              |
| 2013  | تومب رايدر 2013 (نمط اللاعبين المتعدد) |            |             |              |            |            |              |
| 2014  | ثيف                                    |            |             |              |            |            |              |